# MEGAドン・キホーテUNY砺波店
MEGAドン・キホーテUNY砺波店（メガドンキホーテユニーとなみてん）は、富山県砺波市に所在し、UDリテール株式会社が運営するショッピングセンターである。

## 概要
砺波中央自動車学校の跡地に1999年（平成11年）7月2日にユニー株式会社が『アピタ砺波店』を開業した。
近隣のショッピングセンターとの競争が激化する中、ユニー兄弟会社のUDリテールによって業態転換することが決定。アピタ直営売場は、2020年（令和2年）3月15日に閉店した。ダブルネーム店舗へ業態転換し、同年6月23日に『MEGAドン・キホーテUNY砺波店』としてリニューアルオープンした。

## 主な専門店
最新の店舗状況は、公式ホームページを参照。
- エディオン（旧100満ボルト）
- 石焼ステーキ贅
- セリア
- さが美
- リブラン

## 交通アクセス
公共交通機関
- 城端線・砺波駅より徒歩約20分[1]

自家用車
- E8北陸自動車道砺波ICより約5分[1]